# Les Dry Salvages
Les Dry Salvages est le troisième poème des Quatre Quatuors de T. S. Eliot. C'est le premier écrit le début lorsque la série est consciemment conçue comme un ensemble de quatre poèmes, alors que Burnt Norton et East Coker avaient été écrits comme des poèmes séparés.  
Il a été écrit et publié en 1941, lors des raids aériens sur la Grande-Bretagne, un événement qui menaçait directement Eliot, qui donnait alors des conférences dans le pays. Le titre provient du nom d'une formation rocheuse située près du Cap Ann, Massachusetts, où il avait vécu dans son enfance, à laquelle tout le poème se réfère. 
Le poème parle de la nature du temps et de la place de l'humanité dans le temps. La vie est décrite métaphoriquement comme un voyage en bateau, durant lequel l'attachement de l'humanité à la science et à l'avenir empêche les voyageurs d'atteindre leur destination. Au cours du poème, Eliot invoque l'image de Krishna, dans le but d'insister sur la nécessité de suivre le divin au lieu de rechercher un intérêt personnel. 

## Contexte
Eliot a commencé à travailler sur Les Dry Salvages durant la Seconde Guerre mondiale, à une époque où Londres subissait les raids aériens de la fin de 1940. Pendant cette période, il se déplaçait souvent et écrivait principalement des conférences ou de courts poèmes. Cependant, il trouve le temps de travailler sur ce troisième poème des Quatre Quatuors : c'est au cours de son écriture quEliot envisage de faire un ensemble avec Burnt Norton, East Coker, Les Dry Salvages et un quatrième poème encore non-écrit.  
Eliot écrit rapidement le poème et envoie le premier brouillon le 1er janvier 1941 à John Hayward. Après que Hayward eut reçu le brouillon, les deux hommes commencent à correspondre à propos de corrections et de modifications du poème. Geoffrey Faber intervient également pour discuter de modifications à apporter. Le poème est publié dans le numéro de février 1941 du New English Weekly. 
Une note de bas de page d'Eliot est insérée sous le titre du poème : « Les Dry Salvages - probablement Les Trois Sauvages à l'origine - est un petit groupe de rochers, avec un phare, au large de la côte nord-est du Cap Ann, dans le Massachusetts. Salvages est prononcé pour rimer avec assuages ». Eliot connaissait ce lieu. Le poème relie l'image de Cap Ann à l'enfance d'Eliot dans le port de Gloucester. Les Dry Salvages rappelle également des images du fleuve Mississippi et de l'enfance d'Eliot à St Louis. Ces images et les autres références personnelles étaient initialement destinées à être présentées dans un travail autobiographique qui devait être formé par une série d'essais sur l'enfance d'Eliot. 

## Résumé
Le poème a comme élément principal l'eau, et est globalement un poème d'espoir. Il commence (section I) par des images de la mer, de l'eau et du passé d'Eliot ; cette eau devient par la suite une métaphore de la vie et de la façon dont les humains agissent. Il se transforme (section II) en l'image d'une cloche qui sonne et un propos sur le temps et la prière.  
La troisième section est marquée par les images d'hommes se noyant, puis se poursuit par l'affirmation que la science et les idées sur l'évolution séparent l'humanité de la compréhension du passé. Elle se termine par une citation de Krishna déclarant que la volonté divine est essentielle, et non les avantages ou récompenses futurs. La quatrième section est une prière à la Vierge Marie pour les pêcheurs, les marins et les noyés. 
La fin de The Dry Salvages (section V) commence par une méditation sur la façon dont les gens tentent de voir l'avenir par divers moyens superstitieux. Le je lyrique tente de convaincre le lecteur que la résignation est nécessaire quant à la mort à venir. Cependant, une telle résignation doit être considérée comme une incitation à la rédemption et à la vie éternelle dans le monde d'après la mort. En agissant correctement, on serait capable de dépasser la vie et d'avancer vers ce monde d'après la mort. 

## Thèmes
Les images centrales du poème sont l'eau et la mer. Elles rappellent celles de l’Odyssée, mais représentent des états internes et non un voyage physique. Dans la pensée d'Eliot, l'humanité perd son identité face à la technologie et aux théories comme celle de l'évolution, qui séparent philosophiquement l'humanité du passé. Selon Eliot, chaque homme est relié à l’humanité tout entière. Si nous acceptons seulement la dérive sur la mer (assimilée métaphoriquement à la vie matérielle), nous finirons par nous briser sur des rochers. Nous sommes limités par le temps, mais l'Annonciation a donné à l'humanité l'espoir de pouvoir s'échapper. Cet espoir ne fait pas partie du présent, mais du temps. Ce que nous devons faire, c'est comprendre les schémas trouvés dans le passé pour y trouver un sens. Ce sens permet de faire l'expérience de l'éternité à travers des moments de révélation. Notre corruption peut ainsi être surmontée et nous pouvons rejoindre l'éternel. 
Eliot utilise les images du péché originel et de la chute d'Adam quand il parle du passé, et souligne que de tels événements, même lorsqu'ils sont oubliés, peuvent néanmoins affecter l'humanité. Eliot prend l'image de Krishna pour présenter la manière dont le passé et l'avenir sont liés : Krishna, parlant à Arjuna, affirme que la mort peut arriver à tout moment et que les hommes devraient toujours trouver la volonté divine au lieu de s'inquiéter de ce que leurs actions apporteront. Si un individu suivait les paroles de Krishna, il serait capable de se libérer des limitations de temps. Même s’il ne peut être pleinement atteint, l’effort de le tenter reste important. Pour que l’humanité puisse comprendre la volonté divine, elle doit passer par la prière et par la puissance du Saint-Esprit. 
Beaucoup d'images renvoient à des œuvres antérieures d'Eliot. L'images de la vie comme bateau à la dérive et en fuite est déjà présente dans la section « Death by Water » de La Terre vaine. Les images de la vieillesse et de l'expérience trouvée en elle est présente dans East Coker. L'image de la vieillesse renforce la nécessité de regarder la vie entière et d'essayer de voir les choses au-delà des limites du temps. Pour Eliot, les hommes doivent progresser, se dépasser, mais ne doivent pas se concentrer sur ce qu'ils peuvent gagner dans l'avenir. La prière à la Vierge Marie a pour but de guider le voyage qui se terminera par la compréhension de l’éternité et de l’Annonciation. C'est Marie qui guidera les marins (les Hommes) vers leur propre port. Eliot fait ainsi lien avec ses œuvres antérieures, mais aussi avec son propre passé familial, puisque les « Dry Salvages » faisaient partie du paysage de son ancêtre Andrew Eliott en 1669. 

## Allusions et intertextualité
Une partie des Dry Salvages fait référence à l'adhésion d'Eliot à l'église anglicane et à sa quête personnelle du divin. Il existe également de nombreuses références à des événements et des lieux qu'Eliot a connus dans son enfance. En termes d'allusions littéraires, Eliot reprend les paroles de Krishna et Arjuna de la Bhagavad-Gita sur le fait d'agir selon la volonté divine. On trouve également des allusions au Paradis de Dante, à la philosophie d'Héraclite et au Livre de la prière commune. 
Pour les références intertextuelles, Eliot marquait ses éditions des œuvres qu'il possédait pour noter où utiliser des citations ou des allusions à des vers dans son propre travail. En particulier, son édition du Mahabharata comprenait une page supplémentaire comparant les scènes de bataille au poème Les Dry Salvages. 

## Accueil critique
Une recension du Times Literary Supplement datée du 4 septembre 1941 indiquait qu'il y a dans le poème une « note de tranquillité, voire de triste résignation » et qu'il « perdait cette pointe d'esprit qui faisait partie de la logique des poèmes précédents ». Plus tard, Bernard Bergonzi a affirmé que « Les Dry Salvages est la moins satisfaisante de la séquence, bien qu’elle contienne en même temps certains de ses meilleurs vers. Les premières lignes sont médiocres, dans un style faiblement sous-whitmanesque. Pourtant, l'écriture devient soudainement plus ramassée : « La rivière est en nous » et, de là à la fin de la section, nous avons une séquence magnifiquement maintenue ». FB Pinion estimait que « Les Dry Salvages est un poème compliqué, inégal et plutôt ennuyeux, dans lequel Eliot continue de dire la même chose, avec une certaine progression, principalement dans l'imagerie maritime ». 